# Veinticuatro
Veinticuatro är en ort i Mexiko.   Den ligger i kommunen Acatlán och delstaten Veracruz, i den sydöstra delen av landet, 240 km öster om huvudstaden Mexico City. Veinticuatro ligger 1 921 meter över havet och antalet invånare är 115.
Terrängen runt Veinticuatro är kuperad åt sydost, men åt nordväst är den bergig. Runt Veinticuatro är det ganska tätbefolkat, med 100 invånare per kvadratkilometer. Närmaste större samhälle är Banderilla, 16,8 km sydväst om Veinticuatro. I omgivningarna runt Veinticuatro växer huvudsakligen savannskog.